# ナンブトウウチソウ
ナンブトウウチソウ（南部唐打草、学名：Sanguisorba obtusa ）はバラ科ワレモコウ属の多年草。

## 特徴
多年草。地下の根茎は太い。根出葉は束生し、長い葉柄があり、その先に6-8対の小葉をもった奇数羽状複葉がつく。小葉柄は無柄かあっても短く、小葉は長さ2-5cm、幅1.5-3cmになる楕円形で、互いにやや接近してつき、葉質はやや硬い。小葉の先端は円形または鈍形になり、基部はやや心形になり、縁にやや深い鈍鋸歯があり、裏面は粉白色になる。葉軸や葉裏の主脈に沿って赤褐色の縮れた軟毛がある。茎は高さ30-50cmになり、軟毛があり、単一か上部で分枝し、茎につく葉は互生する。。
花期は8-9月。穂状花序は茎先、分枝した枝先に1個ずつつく。花は淡紅色で、花穂は円柱形で長さ4-7cmになり、垂れ下がる。花穂には花を密につけ、花穂の上部から基部にかけて開花していく。花に花弁はなく、花弁状の萼裂片が4個ある。雄蕊は4個あり、長さ8-10mm、萼裂片の長さの3-4倍になり、花外に突き出る。花糸の上部は扁平になり幅が広く、葯は乾くと黄褐色、花後には脱落する。子房は下位で萼筒に包まれ、1個の胚珠があり、小型の柱頭はふさ状になる。果実は痩果で、やや革質になる。

## 分布と生育環境
日本固有種。本州の岩手県早池峰山の特産種で、高山帯の蛇紋岩地に生育する。

## 和名の由来
牧野富太郎によると、ナンブは産地である岩手県の南部地方から、トウウチソウは唐打草の意味で、中国から渡来した「打紐」の色感と本種の花穂の印象が似ているためではないかとしている。

## 保全状況評価
絶滅危惧IB類 (EN)（環境省レッドリスト）
（2012年環境省レッドリスト）

## ギャラリー
- 花穂は垂れ下がり、個々の花から雄蕊が突き出る。